# Serghei Pașcenco
Serghei Pașcenco, né le 18 décembre 1982 à Tiraspol en Moldavie, était un footballeur international moldave, qui évolué au poste de gardien de but au Sheriff Tiraspol. 
Il compté 20 sélections en équipe nationale depuis 2005.

## Biographie

### Carrière de joueur
Il dispute trois matchs en Ligue Europa.
Serghei a pris sa retraite à la fin de la saison 2023-2024 depuis qu'il est revenu a Tiraspol il était gardien et aussi entraîneur des gardiens après plus de 20 ans passés dans des clubs professionnels.

### Carrière internationale
Serghei Pașcenco compte 20 sélections avec l'équipe de Moldavie depuis 2005. 
Il est convoqué pour la première fois par le sélectionneur national Viktor Pasulko pour un match des éliminatoires de la Coupe du monde 2006 contre l'Italie le 12 octobre 2005 (défaite 2-1). Il reçoit sa dernière sélection le 26 février 2018 contre l'Arabie saoudite (1-1).

### Après carrière
Il est devenu directeur sportif du FC Sheriff en D1 Moldave depuis le 1er juillet 2024

## Palmarès
| Sheriff Tiraspol - Championnat de Moldavie (8) : - Champion : 2004-05, 2005-06, 2006-07, 2018, 2019, 2020-21, 2021-2022 et 2023-2024 - Coupe de Moldavie (4) : - Vainqueur : 2005-06, 2014-15 et 2021-2022 - Supercoupe de Moldavie (2) : - Vainqueur : 2004-05 et 2006-07. - Gardien de la Saison (3): 2013-2014, 2005-2006 et 2004-2005 2013-2014 |  | Zaria Bălți - Coupe de Moldavie (1) : - Vainqueur : 2015-16 |